# يهر (أبرشيوة)
یهر (بالفارسية: یهر) هي مستوطنة تقع في إيران في قسم أبرشيوة الريفي. يقدر عدد سكانها بـ 64 نسمة .